# Parrocchia di Livingston
La parrocchia di Livingston (in inglese Livingston Parish) è una parrocchia dello Stato della Louisiana, negli Stati Uniti. La popolazione al censimento del 2000 era di 91 814 abitanti. Il capoluogo è Livingston.
La parrocchia (in Louisiana le parrocchie costituiscono un livello amministrativo equivalente a quello delle contee degli altri stati degli USA) fu creata nel 1832.